# National Centre Party
Die National Centre Party (oder kurz: Centre Party, irisch An Lár-Pháirtí Náisiúnta) war eine politische Partei zur Zeit des irischen Freistaates in den 1930er Jahren.
Die Centre Party wurde im späten 1932 gegründet und hieß ursprünglich National Farmers and Ratepayers League (Nationale Vereinigung der Farmer und Grundbesitzer). Zu den bekanntesten Mitgliedern der Partei gehörten der Anführer Frank MacDermot und James Dillon, Sohn von John Dillon, damaliger Anführer der Irish Parliamentary Party. Bei der Unterhauswahl 1932 gewann die Partei bereits sieben Sitze, obwohl die Wahl nur einen Monat nach Parteigründung stattfand.
Die National Centre Party verschmolz mit Cumann na nGaedheal und der Army Comrades Association (Blueshirts) im September 1933 zu Fine Gael, der lange Zeit größten Oppositionspartei bzw. zeitweise auch Regierungspartei. MacDermott und einige wenige andere Parteimitglieder waren gegen die Verschmelzung. Während MacDermott Fianna Fáil beitrat, kandidierten die anderen großteils als Unabhängige.